# Edward Rosset
Edward Richard Rosset nace en Oñate, (España) en 1938 y fallece en Irún el 27 de marzo de 2021, docente, periodista, editor  y escritor en lenguas inglesa y española.

## Biografía
De padre inglés y madre española, recorrió el Mediterráno y el Golfo Pérsico en diferentes cargueros como marino mercante. De nacionalidad británica por parte de su padre, en 1959 sirvió en la RAF como telegrafista. Destinado en Libia, ávido lector, se inició entonces en la escritura mientras estudiaba periodismo por correspondencia y redactaba sus primeras colaboraciones en The Evening News, en tanto que con cariz más literario publicaba historias cortas para la Revista Weekend. 
En la década de los 80 se estableció en Irún donde pasó a dirigir un centro de estudios de idiomas. Creó materiales para el estudio de la lengua inglesa que fueron publicándose y finalmente, creó la editorial Stanley, donde publicó libros de texto para la enseñanza de idiomas (inglés, español y latín). Alternó estas publicaciones con la escritura de libros biográficos y de ficción, especialmente narrativa de género histórico y de aventuras, así como guiones cinematográficos basados en algunos de sus libros.

## Obra

### II Guerra Mundial
- 1980 – Desert Fugitives. (Novela escrita en inglés, Descatalogada)
- 1982 – Desert Commando. (Novela escrita en inglés, Descatalogada)

### Conquistadores y Navegantes
- 1998 – Los Navegantes. (Fernando de Magallanes, Juan Sebastián de Elcano)
- 1999 – El estratega Cartaginés. (Aníbal).
- 1999 – La conquista del Amazonas. (Francisco de Orellana)
- 2001 - Los navegantes. (Fernando de Magallanes, Juan Sebastián de Elcano, Andrés de Urdaneta, y Miguel López de Legazpi) Ed. Ampliada
- 2002 – Rumbo a Cipango. (Cristóbal Colón)
- 2003 – Malinche. (Hernán Cortés)
- 2005 – Los Viracochas. (Francisco Pizarro)
- 2010 – El mapamundi. (Juan de la Cosa)

### Trilogía Reyes Astures
- I. 1999 – ¡Invasión!. (Don Julián, Don Pelayo, Muza)
- II. 2007 – Tierra quemada. (Alfonso I, Abderramán I)
- III. 2007 – Roncesvalles. (Alfonso II, Carlomagno)

### Trilogía Corsarios Berberiscos
- I. 2006 – Barbarroja: El rey de Argel. (Aruj Barbarroja)
- II. 20¿? – Almirante del sultán. (Jeireddín Barbarroja)
- III. 20¿? – La espada del Islam. (Dragut, Müezzinzade Ali Paşa, Cervantes)

### Biografías
- 2004 - Luis Mariano ...Y en Irún nació un príncipe. (Luis Mariano)

### Novelas de Ficción
- 2005 – Esclava Blanca. Finalista del Premio Azorín 2005.
- 2006 – Emigrantes. Finalista del Premio Fernando Lara 2005.
- 2008 – El cayuco del infierno.